# سالفاتوري جاتو
سالفاتوري جاتو (بالإيطالية: Salvatore Gatto)‏ هو سائق سباق إيطالي، ولد في 17 مايو 1984 في ترميني إميرسي في إيطاليا.